# Simor Veronika
Simor Veronika (Budapest, 1976. augusztus 27.  –) magyar zeneszerző.

## Élete
Zeneművészeti tanulmányait Budapesten kezdte, 1997 és 1999 között a Liszt Ferenc Zeneművészeti Egyetem hallgatója volt, majd a bécsi zeneakadémián diplomázott 2004-ben.
A bécsi évek elején több kamaraművet is írt változatos, ugyanakkor tradicionális hangszerekre, de közben egyre inkább foglalkozott a rögzített majd élő elektronikával. Ilyen művekkel mutatkozott be többek között a Nemzetközi Kortárszene Társaság (ISCM) koncertjein is.

## Főbb művei
- All-ein (2003, vonósötös zongorával és 8 csatornás felvétellel)
- out of vision (2010, felvétel + élő-elektronika/rögtönzés)
- Moment (2014, trió: klarinétra, basszetkürtre és zongorára)

Tosca - con dolore

Probléma esetén lásd:Médiafájlok kezelése.

## Díjak
- Alban Berg ösztöndíj - 2001
- A Theodor Körner-díj Nyertese - 2001
- Szövetségi Kancellári Díj - 2003
- Az Év Osztrák Új Hangja-díj - 2009